# سید احمد حاتمی کلشتری
سید احمد حاتمی کلشتری (۱۷ دی ۱۳۳۸ در تهران - ۲۰ شهریور ۱۳۹۴ مکه عربستان) عضو هیئت علمی پژوهشکده سامانه‌های حمل و نقل فضایی پژوهشگاه فضایی ایران بود که در جریان وقایع حادثه سقوط جرثقیل در مکه کشته شد.

## تحصیلات
وی در سال ۱۳۳۸ در تهران به دنیا آمد. حاتمی دیپلم ریاضی را در مؤسسه دارالفنون در سال ۱۳۵۷ اخذ کرد سپس در دانشگاه تهران در مقاطع کارشناسی و کارشناسی ارشد رشته مهندسی مکانیک ادامه تحصیل داد و پس از آن مدرک دکتری مهندسی مکانیک طراحی کاربردی را در سال ۱۳۷۶ از دانشگاه منچستر و فوق دکتری مهندسی مکاترونیک را در سال ۱۳۸۰ از دانشگاه لیدز انگلستان اخذ کرد.

## زندگی کاری
حاتمی عضو هیئت علمی پژوهشکده سامانه‌های حمل و نقل فضایی پژوهشگاه فضایی ایران بود. وی ۲۸ سال سابقه کار در سطوح مختلف کارشناسی و مدیریتی در پژوهشگاه فضایی ایران و وزارت جهاد کشاورزی را در کارنامه کاری خود داشت. حاتمی کلشتری دارای چندین ثبت اختراع در ایران و انگلستان و مقالات متعدد علمی در نشریات معتبر و کنفرانس‌های ملی و بین‌المللی است.

## فعالیت‌های علمی و صنعتی
- طراحی و آزمایش مدل مقیاسی حامل
- طراحی و آزمایش مدل مقیاسی رحا
- ساخت دستگاه کشش نخ بدون تماس نوری
- پیش‌بینی رفتار انسان در فضای مجازی
- نرم‌افزار «تشخیص اندازه فشار خون و ضربان قلب تنها با تصویربرداری از چهره»[۵][۶]

## خاکسپاری
مراسم خاکسپاری وی پس از نماز جمعه تهران در روز ۲۷ شهریور ۱۳۹۴ انجام شد. وی در قطعه ۵۰ بهشت زهرا دفن شد.